# ウクライナの食品の放射能基準
ウクライナの食品の放射能基準（ウクライナのしょくひんのほうしゃのうきじゅん）。
ウクライナでは、旧ソ連時代の1986年に、チェルノブイリ原子力発電所事故が発生した。同国は、内部被曝の人体への危険性を重視し、1997年に食品基準（放射性セシウム含有量）の改定を行った。

## ウクライナの食品基準
食品中に含まれる放射性セシウムの基準（ - 当たり）
- 飲料水＝2ベクレル、パン＝20ベクレル、ジャガイモ＝60ベクレル、野菜＝40ベクレル、果物＝70ベクレル、肉類＝200ベクレル、魚＝150ベクレル、ミルク・乳製品＝100ベクレル、卵（1個）＝6ベクレル、粉ミルク＝500ベクレル[1]

## 日本の規制値
2011年3月～2012年3月
食品中に含まれる放射性セシウムの基準（1キロ当たり）
- 飲料水・ミルク・乳製品・粉ミルク＝200ベクレル、パン・ジャガイモ・野菜・果物・肉類・魚＝500ベクレル、卵（1個）＝なし（卵1キロ当たり＝500ベクレル）

2012年4月に改定。

## 基準値導入の声
ウクライナでは甚大な原発事故の経験として、内部被曝により病気が多発しているという。この貴重な経験を生かすことが必要という声がある。
「チェルノブイリ救援・中部」の河田昌東理事は20年以上にわたり救援活動を行ってきたが、事故後10年経った1997年に内部被曝を踏まえて見直したウクライナの食品基準にならい、日本の暫定規制値も見直すべきであると提案している。
福島第一原子力発電所事故後、既に日本国内でも、松本市教育委員会（学校給食における野菜の値）など、ウクライナの基準値を自主的に導入しているところもある。